# Copa Libertadores 1975
W szesnastej edycji Copa Libertadores udział wzięło 21 klubów reprezentujących wszystkie kraje zrzeszone w CONMEBOL. Każde z 10 państw wystawiło po 2 kluby, nie licząc broniącego tytułu argentyńskiego klubu CA Independiente, który awansował do półfinału bez gry. Ostatecznie Independiente obronił tytuł najlepszej klubowej drużyny w Ameryce Południowej, pokonując w finale po trzech meczach chilijski klub Unión Española. Independiente zdobył Puchar Wyzwolicieli już po raz szósty, a jednocześnie czwarty z kolei.
W pierwszym etapie 20 klubów podzielono na 5 grup po 4 drużyny. Z każdej grupy do następnej rundy awansował tylko zwycięzca. Jako szósty klub do półfinału awansował broniący tytułu Independiente.
W następnej, półfinałowej rundzie, 6 klubów podzielono na 2 grupy liczące po 3 drużyny. Do finału awansowali zwycięzcy obu grup.
W tej edycji obok chilijskiego finalisty rewelacyjnie spisał się peruwiański klub Universitario de Deportes, który awansował do finału po wykazaniu wyższości w fazie grupowej nad dwoma klubami z Urugwaju - słynnym Peñarolem oraz nad zespołem Wanderers. Na uwagę zasłużyła także postawa ekwadorskiej drużyny LDU Quito. Jedyny brazylijski półfinalista, Cruzeiro EC, po zażartej walce z dwoma klubami argentyńskimi Rosario Central i Independiente, uległ im jedynie gorszym bilansem bramkowym.

## 1/4 finału

### Grupa 1Argentyna,Paragwaj
| 28.02 Rosario Central - Newell's Old Boys Rosario 1:1 - Gabriel José Arias - Arsenio Julio Ribeca                                        |
| 28.02 Cerro Porteño - Club Olimpia 0:0                                                                                                   |
| 07.03 Rosario Central - Cerro Porteño 2:1 - Roberto Cecilio Cabral, Aurelio José Pascuttini - Mario Berón                                |
| 07.03 Club Olimpia - Newell's Old Boys Rosario 2:0 - Osvaldo Aquino, Hugo Enrique Kiese                                                  |
| 14.03 Rosario Central - Club Olimpia 1:1 - Hugo Ernesto Zavagno - Hugo Enrique Kiese                                                     |
| 14.03 Cerro Porteño - Newell's Old Boys Rosario 0:1 - Alfredo Domingo Obberti                                                            |
| 21.03 Club Olimpia - Cerro Porteño 2:1 - Apolinar Paniagua, Luis Ernesto Torres - Juvencio Osorio                                        |
| 21.03 Newell's Old Boys Rosario - Rosario Central 1:1 - Miguel Ángel Giachello - Roberto Cecilio Cabral                                  |
| 04.04 Newell's Old Boys Rosario - Club Olimpia 3:2 - Jorge Valdano (2), Miguel Ángel Giachello - José Domingo Insfrán, Apolinar Paniagua |
| 04.04 Cerro Porteño - Rosario Central 1:3 - Hugo Talavera - Mario Alberto Kempes, Hugo Ernesto Zavagno, Roberto Cecilio Cabral           |
| 09.04 Newell's Old Boys Rosario - Cerro Porteño 3:2 - Miguel Ángel Giachello (2), Jorge Valdano - O. Jiménez, Mario Berón                |
| 09.04 Club Olimpia - Rosario Central 0:0                                                                                                 |

- Z powodu jednakowej liczby punktów rozegrano mecz dodatkowy:

| 11.04 Rosario Central - Newell's Old Boys Rosario 1:0 - Mario Alberto Kempes |

| Klub                      | Mecze | Zw | Rem | Por | Pkt | BrZd | BrStr |
| ------------------------- | ----- | -- | --- | --- | --- | ---- | ----- |
| Rosario Central           | 6     | 2  | 4   | 0   | 8   | 8    | 5     |
| Newell's Old Boys Rosario | 6     | 3  | 2   | 1   | 8   | 9    | 8     |
| Club Olimpia              | 6     | 2  | 3   | 1   | 7   | 7    | 5     |
| Cerro Porteño             | 6     | 0  | 1   | 5   | 1   | 5    | 11    |

### Grupa 2Boliwia,Chile
| 23.02 Club The Strongest - Club Jorge Wilstermann 3:1 - Luis Fernando Bastida (2), Juan Farías - Ríos |
| 26.02 CD Huachipato - Unión Española 0:0 |
| 05.03 Club Jorge Wilstermann - CD Huachipato 0:0 |
| 09.03 Club The Strongest - CD Huachipato 1:0 - Juan Farías |
| 12.03 Club Jorge Wilstermann - Unión Española 1:1 - Da Costa - Rubén Palacios |
| 16.03 Club The Strongest - Unión Española 1:1 - Luis Fernando Bastida - Jorge Américo Spedaletti |
| 26.03 Club Jorge Wilstermann - Club The Strongest 1:1 - Windsor del Llano - Herrera |
| 26.03 Unión Española - CD Huachipato 7:2 - Rubén Palacios, Leonardo Véliz, Francisco José Las Heras, Alejandro Trujillo, Juan Machuca, Manuel Gaete, Sergio Ahumada - Carlos Sintas, Daniel Orlando Díaz |
| 01.04 Unión Española - Club Jorge Wilstermann 4:1 - Alejandro Trujillo (2), Leonardo Véliz, Rubén Palacios - Da Costa                                                                                    |
| 04.04 CD Huachipato - Club Jorge Wilstermann 4:0 - Mario Salinas, Miguel Ángel Neira, Carlos Sintas, Francisco Pinochet                                                                                  |
| 08.04 Unión Española - Club The Strongest 4:0 - Francisco José Las Heras (2), Rubén Palacios, Juan Machuca,                                                                                              |
| 11.04 CD Huachipato - Club The Strongest 4:2 - Iturra, Miguel Ángel Neira (2), Carlos Sintas - Mario Pariente, Ismael Revollo                                                                            |

| Klub                   | Mecze | Zw | Rem | Por | Pkt | BrZd | BrStr |
| ---------------------- | ----- | -- | --- | --- | --- | ---- | ----- |
| Unión Española         | 6     | 3  | 3   | 0   | 9   | 17   | 5     |
| CD Huachipato          | 6     | 2  | 2   | 2   | 6   | 10   | 10    |
| Club The Strongest     | 6     | 2  | 2   | 2   | 6   | 8    | 11    |
| Club Jorge Wilstermann | 6     | 0  | 3   | 3   | 3   | 4    | 13    |

### Grupa 3Brazylia,Kolumbia
| 23.02 Cruzeiro EC - CR Vasco da Gama 3:2 - Palinha (2), Nelinho - Jair Pereira, Roberto Dinamite |
| 23.02 Deportivo Cali - Atlético Nacional 0:0                                                     |
| 09.03 Atlético Nacional - CR Vasco da Gama 1:1 - Hugo Horacio Lóndero - Alcyr                    |
| 09.03 Deportivo Cali - Cruzeiro EC 1:0 - Angel María Torres                                      |
| 13.03 Atlético Nacional - Cruzeiro EC 1:2 - Eduardo Julián Retat - Nelinho, Roberto Batata       |
| 13.03 Deportivo Cali - CR Vasco da Gama 2:1 - Hebert Barona, Henry Caicedo - Jair Pereira        |
| 23.03 Atlético Nacional - Deportivo Cali 2:1 - Hugo Horacio Lóndero (2) - Juan Felipe Barroso    |
| 23.03 CR Vasco da Gama - Cruzeiro EC 1:1 - Luis Carlos - Vanderley                               |
| 06.04 Cruzeiro EC - Atlético Nacional 2:3 - Palinha (2) - Hugo Horacio Lóndero 2, Víctor Campaz  |
| 06.04 CR Vasco da Gama - Deportivo Cali 0:0                                                      |
| 10.04 Cruzeiro EC - Deportivo Cali 2:1 - Palinha, Dirceu Lopes - Abel da Graca                   |
| 10.04 CR Vasco da Gama - Atlético Nacional 2:0 - Galdino, Roberto                                |

| Klub              | Mecze | Zw | Rem | Por | Pkt | BrZd | BrStr |
| ----------------- | ----- | -- | --- | --- | --- | ---- | ----- |
| Cruzeiro EC       | 6     | 3  | 1   | 2   | 7   | 10   | 9     |
| Deportivo Cali    | 6     | 2  | 2   | 2   | 6   | 5    | 5     |
| Atlético Nacional | 6     | 2  | 2   | 2   | 6   | 7    | 8     |
| CR Vasco da Gama  | 6     | 1  | 3   | 2   | 5   | 7    | 7     |

### Grupa 4Ekwador,Wenezuela
| 16.02 LDU Quito - CD El Nacional 3:1 - Juan José Pérez (2), Juan Carlos Gómez - Jorge Vinicio Ron            |
| 16.02 Galicia Caracas - Portuguesa FC 0:0                                                                    |
| 23.02 LDU Quito - Galicia Caracas 4:2 - Oscar Zubia, Juan José Pérez, Paul Carrera (2) - Tiao Kele, H.Rivero |
| 26.02 CD El Nacional - Galicia Caracas 0:0                                                                   |
| 02.03 CD El Nacional - Portuguesa FC 5:1 - Wilson Nieves, Félix Lasso (2), Carlos Torres Garcés (2) - Baezo  |
| 05.03 LDU Quito - Portuguesa FC 1:1 - Juan José Pérez - Gubela                                               |
| 09.03 Portuguesa FC - Galicia Caracas 1:1 - Baezo - H.Rivero                                                 |
| 09.03 CD El Nacional - LDU Quito 2:2 - Fabián Paz y Miño, Félix Lasso - Juan José Pérez, Paul Carrera        |
| 16.03 Portuguesa FC - CD El Nacional 1:0 - Marcenaro                                                         |
| 16.03 Galicia Caracas - LDU Quito 0:1 - Ramiro Tobar                                                         |
| 18.03 Galicia Caracas - CD El Nacional 4:0 - Alejo González (2), Tiao Kele, H.Rivero                         |
| 19.03 Portuguesa FC - LDU Quito 1:1 - López - Paul Carrera                                                   |

| Klub            | Mecze | Zw | Rem | Por | Pkt | BrZd | BrStr |
| --------------- | ----- | -- | --- | --- | --- | ---- | ----- |
| LDU Quito       | 6     | 3  | 3   | 0   | 9   | 12   | 7     |
| Portuguesa FC   | 6     | 1  | 4   | 1   | 6   | 5    | 8     |
| Galicia Caracas | 6     | 1  | 3   | 2   | 5   | 7    | 6     |
| CD El Nacional  | 6     | 1  | 2   | 3   | 4   | 8    | 11    |

### Grupa 5Peru,Urugwaj
| 06.03 CA Peñarol - Montevideo Wanderers 1:0 - Juan Ramón Silva                                                                      |
| 08.03 Unión Huaral - Universitario de Deportes 1:1 - Alejandro Luces - Oswaldo Ramírez                                              |
| 11.03 CA Peñarol - Unión Huaral 5:2 - Fernando Morena (4), Daniel Quevedo - Pedro Anselmo Ruíz, Alejandro Luces                     |
| 14.03 Montevideo Wanderers - Unión Huaral 4:0 - Héctor de los Santos (2), Manuel Sierra (2)                                         |
| 18.03 Montevideo Wanderers - Universitario de Deportes 0:2 - Rubén Techera, Oswaldo Ramírez                                         |
| 21.03 CA Peñarol - Universitario de Deportes 0:1 - Oswaldo Ramírez                                                                  |
| 26.03 Universitario de Deportes - Unión Huaral 2:2 - Oswaldo Ramírez, Juan Carlos Oblitas - Alejandro Luces, Mario Gutiérrez        |
| 26.03 Montevideo Wanderers - CA Peñarol 1:2 - Héctor de los Santos - Fernando Morena (2)                                            |
| 01.04 Universitario de Deportes - Montevideo Wanderers 3:1 - Oswaldo Ramírez (3) - Héctor de los Santos                             |
| 02.04 Unión Huaral - CA Peñarol 0:3 - Juan Ramón Silva, Daniel Quevedo, Fernando Morena                                             |
| 05.04 Unión Huaral - Montevideo Wanderers 2:2 - Carlos Alberto Leturia (2) - Washington Olivera, Miguel Angel Ortiz                 |
| 06.04 Universitario de Deportes - CA Peñarol 3:2 - Fernando Cuellar, Juan José Oré, Rubén Techera - Lorenzo Unanue, Fernando Morena |

| Klub                      | Mecze | Zw | Rem | Por | Pkt | BrZd | BrStr |
| ------------------------- | ----- | -- | --- | --- | --- | ---- | ----- |
| Universitario de Deportes | 6     | 4  | 2   | 0   | 10  | 12   | 6     |
| CA Peñarol                | 6     | 4  | 0   | 2   | 8   | 13   | 7     |
| Montevideo Wanderers      | 6     | 1  | 1   | 4   | 3   | 8    | 10    |
| Unión Huaral              | 6     | 0  | 3   | 3   | 3   | 7    | 17    |

### Obrońca tytułu
| CA Independiente jako obrońca tytułu awansował do 1/2 finału bez gry |

## 1/2finału

### Grupa 1
| 04.05 LDU Quito - Universitario de Deportes 0:0                                                               |
| 07.05 LDU Quito - Unión Española 4:2 - Paul Carrera (2), Gustavo Tapia (2) - Alejandro Trujillo, Manuel Gaete |
| 16.05 Unión Española - Universitario de Deportes 2:1 - Alejandro Trujillo, Sergio Ahumada - Juan José Oré     |
| 22.05 Universitario de Deportes - LDU Quito 2:1 - Oswaldo Ramírez, Rubén Techera - Gustavo Tapia              |
| 27.05 Unión Española - LDU Quito 2:0 - Alejandro Trujillo, Reinaldo Hoffman                                   |
| 03.06 Universitario de Deportes - Unión Española 1:1 - Hugo Palomino - Jorge Américo Spedaletti               |

| Klub                      | Mecze | Zw | Rem | Por | Pkt | BrZd | BrStr |
| ------------------------- | ----- | -- | --- | --- | --- | ---- | ----- |
| Unión Española            | 4     | 2  | 1   | 1   | 5   | 7    | 6     |
| Universitario de Deportes | 4     | 1  | 2   | 1   | 4   | 4    | 4     |
| LDU Quito                 | 4     | 1  | 1   | 2   | 3   | 5    | 6     |

### Grupa 2
| 06.05 Rosario Central - CA Independiente 2:0 - Eduardo Miguel Solari (2)                                   |
| 21.05 Cruzeiro EC - Rosario Central 2:0 - Palinha (2)                                                      |
| 23.05 Cruzeiro EC - CA Independiente 2:0 - Nelinho, Roberto Batata                                         |
| 30.05 CA Independiente - Rosario Central 2:0 - Aurelio José Pascuttini s, Ricardo Enrique Bochini          |
| 03.06 Rosario Central - Cruzeiro EC 3:1 - Mario Alberto Kempes (2), Roberto Cecilio Cabral - Dirceu Lopes  |
| 06.06 CA Independiente - Cruzeiro EC 3:0 - Ricardo Elbio Pavoni, Daniel Bertoni, Ricardo César Ruíz Moreno |

| Klub             | Mecze | Zw | Rem | Por | Pkt | BrZd | BrStr |
| ---------------- | ----- | -- | --- | --- | --- | ---- | ----- |
| CA Independiente | 4     | 2  | 0   | 2   | 4   | 5    | 4     |
| Rosario Central  | 4     | 2  | 0   | 2   | 4   | 5    | 5     |
| Cruzeiro EC      | 4     | 2  | 0   | 2   | 4   | 5    | 6     |

## FINAŁ
| Unión Española - CA Independiente 1:0 i 1:3, dod. 0:2 |
| 18 czerwca 1975 Santiago Estadio Nacional (43 200) Unión Española - CA Independiente 1:0 (0:0) Sędzia: José Luis Martínez Bazán (Urugwaj) Bramki: 1:0 Sergio Ahumada 87 Unión Española: Leopoldo Vallejos - Juan Machuca, Hugo Berly, Mario Soto, Antonio Arias, Rubén Palacios, Francisco José Las Heras (Eddio Inostroza), Alejandro Trujillo, Jorge Américo Spedaletti, Sergio Ahumada, Reinaldo Hoffman (Luis Miranda). CA Independiente: José Alberto Pérez - Eduardo Antonio Commisso, Francisco Sá, Alejandro Estanislao Semenewicz, Ricardo Pavoni, Rubén Galván, Ricardo Bochini, Percy Rojas, Agustín Balbuena, Ricardo César Ruíz Moreno, Daniel Bertoni (Luis Alberto Giribet).                                                                           |
| 25 czerwca 1975 Buenos Aires (Avellaneda) Estadio Almirante Cordero (60 000) CA Independiente - Unión Española 3:1 (1:0) Sędzia: Ramón Barreto (Urugwaj) Bramki: 1:0 Percy Rojas 1, 1:1 Francisco José Las Heras 56, 2:1 Ricardo Pavoni 58, 3:1 Daniel Bertoni 83 CA Independiente: José Alberto Pérez - Eduardo Antonio Commisso, Francisco Sá, Alejandro Estanislao Semenewicz, Ricardo Pavoni, Rubén Galván, Ricardo Bochini, Agustín Balbuena, Ricardo César Ruíz Moreno, Percy Rojas, Daniel Bertoni. Unión Española: Leopoldo Vallejos - Juan Machuca, Hugo Berly, Mario Soto, Antonio Arias, Rubén Palacios, Francisco José Las Heras (Mario Óscar Maldonado), Eddio Inostroza, Jorge Américo Spedaletti, Sergio Ahumada, Leonardo Véliz (Alejandro Trujillo). |
| 29 czerwca Asunción Defensores del Chaco (55 000) CA Independiente - Unión Española 2:0 (1:0) Sędzia: Edison Pérez (Peru) Bramki: 1:0 Ricardo César Ruíz Moreno 29, 2:0 Daniel Bertoni 65 CA Independiente: José Alberto Pérez - Eduardo Antonio Commisso, Francisco Sá, Miguel Ángel López, Ricardo Pavoni, Alejandro Estanislao Semenewicz, Rubén Galván, Ricardo Bochini, Agustín Balbuena, Ricardo César Ruíz Moreno, Daniel Bertoni (Hugo Saggioratto). Unión Española: Leopoldo Vallejos - Juan Machuca, Mario Óscar Maldonado, Manuel Gaete, Antonio Arias, Rubén Palacios, Eddio Inostroza (Francisco José Las Heras), Leonardo Véliz, Jorge Américo Spedaletti, Alejandro Trujillo, Sergio Ahumada.                                                          |

## Klasyfikacja
Poniższa tabela ma charakter statystyczny. O kolejności decyduje na pierwszym miejscu osiągnięty etap rozgrywek, a dopiero potem dorobek bramkowo-punktowy. W przypadku klubów, które odpadły w rozgrywkach grupowych o kolejności decyduje najpierw miejsce w tabeli grupy, a dopiero potem liczba zdobytych punktów i bilans bramkowy.
| Poz                                                                      | Klub                      | Mecze | Zw | Rem | Por | Pkt | BrZd | BrStr |
| ------------------------------------------------------------------------ | ------------------------- | ----- | -- | --- | --- | --- | ---- | ----- |
| 1                                                                        | CA Independiente          | 7     | 4  | 0   | 3   | 8   | 10   | 6     |
| 2                                                                        | Unión Española            | 13    | 6  | 4   | 3   | 16  | 26   | 16    |
| 3                                                                        | Universitario de Deportes | 10    | 5  | 4   | 1   | 14  | 16   | 10    |
| 4                                                                        | Rosario Central           | 11    | 5  | 4   | 2   | 14  | 14   | 10    |
| 5                                                                        | LDU Quito                 | 10    | 4  | 4   | 2   | 12  | 17   | 13    |
| 6                                                                        | Cruzeiro EC               | 10    | 5  | 1   | 4   | 11  | 15   | 15    |
| 7                                                                        | CA Peñarol                | 6     | 4  | 0   | 2   | 8   | 13   | 7     |
| 8                                                                        | Newell's Old Boys Rosario | 7     | 3  | 2   | 2   | 8   | 9    | 9     |
| 9                                                                        | CD Huachipato             | 6     | 2  | 2   | 2   | 6   | 10   | 10    |
| 10                                                                       | Deportivo Cali            | 6     | 2  | 2   | 2   | 6   | 5    | 5     |
| 11                                                                       | Portuguesa FC             | 6     | 1  | 4   | 1   | 6   | 5    | 8     |
| 12                                                                       | Club Olimpia              | 6     | 2  | 3   | 1   | 7   | 7    | 5     |
| 13                                                                       | Atlético Nacional         | 6     | 2  | 2   | 2   | 6   | 7    | 8     |
| 14                                                                       | Club The Strongest        | 6     | 2  | 2   | 2   | 6   | 8    | 11    |
| 15                                                                       | Galicia Caracas           | 6     | 1  | 3   | 2   | 5   | 7    | 6     |
| 16                                                                       | Montevideo Wanderers      | 6     | 1  | 1   | 4   | 3   | 8    | 10    |
| 17                                                                       | CR Vasco da Gama          | 6     | 1  | 3   | 2   | 5   | 7    | 7     |
| 18                                                                       | CD El Nacional            | 6     | 1  | 2   | 3   | 4   | 8    | 11    |
| 19                                                                       | Club Jorge Wilstermann    | 6     | 0  | 3   | 3   | 3   | 4    | 13    |
| 20                                                                       | Unión Huaral              | 6     | 0  | 3   | 3   | 3   | 7    | 17    |
| 21                                                                       | Cerro Porteño             | 6     | 0  | 1   | 5   | 1   | 5    | 11    |
| Podsumowanie: 76 meczów, w tym 25 remisów, 208 bramek - 2.74 bramki/mecz |                           |       |    |     |     |     |      |       |